# Aspila nubigera
Aspila nubigera là một loài bướm đêm trong họ Noctuidae.